# Locomotora dúplex

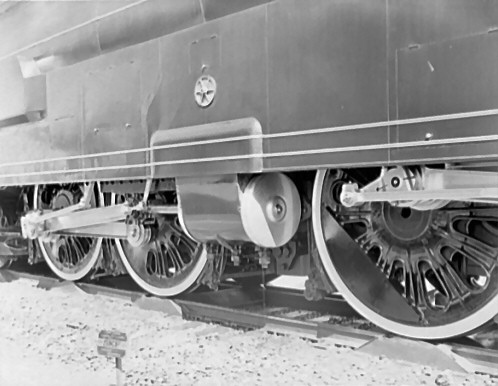
Primer plano del segundo conjunto de cilindros en la PRR S1

Una locomotora dúplex es un tipo de locomotora de vapor que divide la fuerza motriz sobre sus ruedas utilizando dos pares de cilindros montados rígidamente en un solo bastidor. No debe confundirse con las locomotoras articuladas, en las que se disponen dos bastidores conectados entre sí. El concepto se utilizó por primera vez en Francia en 1863, pero fue desarrollado especialmente a principios de la década de 1930 por Baldwin Locomotive Works, el mayor constructor comercial de locomotoras de vapor en América del Norte, bajo la supervisión de su entonces ingeniero jefe, Ralph P. Johnson.
Antes de la aparición de este tipo de máquinas, el término locomotora dúplex se aplicaba en ocasiones a las locomotoras articuladas en general. 

## Inconvenientes de la locomotora de dos cilindros
Mientras que las barras de acoplamiento de una locomotora pueden estar completamente equilibradas por los pesos en las ruedas motrices, ya que su movimiento es completamente giratorio, los movimientos alternativos de los pistones, los vástagos de los pistones, las barras principales y del mecanismo de las válvulas, no pueden equilibrarse de esta manera. Una locomotora de dos cilindros tiene sus dos bielas "en cuadrante", desfasadas 90°, de modo que las cuatro carreras de potencia de los pistones de doble acción se distribuyen uniformemente alrededor del ciclo y no hay puntos en los que ambos cilindros estén en la parte superior o en el punto muerto inferior simultáneamente. 
En cambio, una locomotora de cuatro cilindros puede estar completamente equilibrada en los ejes longitudinal y vertical, aunque hay algunos movimientos de balanceo y torsión que pueden tratarse diseñando adecuadamente la suspensión y el centrado de la locomotora. 
Una locomotora de tres cilindros también puede estar mejor equilibrada, pero una locomotora de dos cilindros solo puede equilibrarse para neutralizar los movimientos de rotación, y tenderá a cabecear hacia adelante y hacia atrás. Se puede agregar un contrapeso adicional -"sobre equilibrado"- para amortiguar este efecto, pero a costa de agregar fuerzas verticales, que se conocen técnicamente como "aumento dinámico" y coloquialmente como "golpe de martillo". 
Este efecto  puede ser extremadamente perjudicial para la vía, y en casos extremos, puede hacer que las ruedas motrices descarrilen por completo. Cuanto más pesada sea la maquinaria, mayores serán estas fuerzas y mayor será el problema. 

## La solución dúplex
En Europa, este problema a menudo se resolvió dividiendo el accionamiento entre cilindros internos y externos, o bien utilizando locomotoras articuladas, aunque en ese momento no se creía posible hacerlas funcionar de forma estable a más de 80 km/h. Los ferrocarriles estadounidenses demostraron no estar dispuestos a usar locomotoras con cilindros internos, por lo que el problema del equilibrio no se pudo resolver agregando más cilindros por juego de ruedas acopladas. A medida que las locomotoras se hicieron más grandes y más potentes, su maquinaria tuvo que hacerse más robusta y más pesada, y los problemas planteados por el desequilibrio y el golpe de martillo se hicieron más graves. La velocidad también se convirtió en un factor importante, ya que las fuerzas se volvieron mayores y más destructivas a velocidades de rueda más altas. Ralph P. Johnson pensó que el tamaño creciente y los empujes de pistón de las locomotoras de pasajeros exprés existentes no podían sostenerse con el diseño convencional 4-8-4 de dos cilindros. Además, se convenció de que un solo par de cilindros con engranajes de válvula convencionales y válvulas de pistón se acercaba a los límites en términos de flujo de vapor.

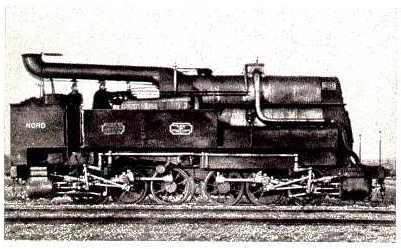
Locomotora dúplex 0-6-6-0T construida por Jules Petiet en 1863

El primer intento de fabricar una dúplex fue una locomotora con depósito incorporado 0-6-6-0, diseñada por Jules Petiet en 1863 para el Compañía de ferrocarriles del Norte francesa, pero la idea no perduró. La innovación de utilizar bisagras más rígidas que permitieran solo movimientos de balanceo horizontales y no movimientos de torsión o verticales, fue de ALCO, y no se materializó hasta 1936, con la locomotora Union Pacific Challenger. 
En cambio, surgió la idea de acoplar varios grupos de cilindros y ruedas motrices montados en un marco rígido. Una versión "dúplex" de una 4-8-4 pasaría a ser una 4-4-4-4, con las ocho ruedas motrices divididas en dos grupos de cuatro, cada uno con su propio conjunto de cilindros y engranajes de válvula. La masa recíproca de ambos conjuntos sería sustancialmente menor que el conjunto único en la locomotora 4-8-4, ya que las ruedas estarían bajo menos tensión y empujes de pistón más suaves. Los cilindros podrían ser más pequeños pero tener válvulas más grandes y más eficientes. La compensación más obvia fue que en el diseño propuesto por Baldwin, la distancia entre ejes rígida era más larga, ya que el segundo conjunto de cilindros tenía que estar entre los dos conjuntos de ruedas tractoras. Esto fue lo suficientemente preocupante para muchos explotadores ferroviarios, para los que las locomotoras del momento ya dañaban considerablemente las vías, lo que supuso rechazar la idea de las máquinas dúplex. 

## Baltimore y Ohio clase N-1 # 5600George H. Emerson

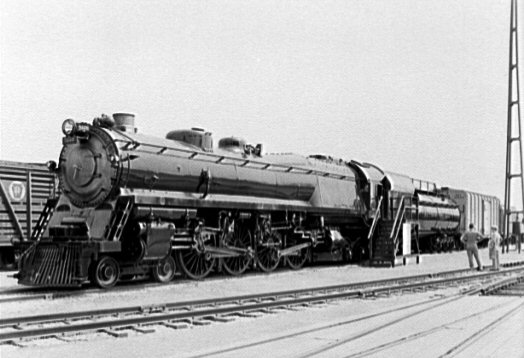
El único ejemplar de la clase N-1

La primera línea en utilizar la idea fue el Ferrocarril de Baltimore y Ohio, que había rechazado una propuesta de Baldwin en 1932-33, pero que luego construyó por su cuenta en sus propios talleres una única máquina Clase N-1, la #5600 George H. Emerson. La locomotora se completó en mayo de 1937 y logró mantener la misma distancia entre ejes acoplados que las 4-8-2 convencionales, al invertir el segundo conjunto de cilindros, montándolo junto al fogón para que tirase hacia adelante del segundo conjunto de ruedas acopladas. Esta solución resultó ser menos que ideal, ya que el tamaño de los cilindros y la cámara de combustión se vieron limitados por esta ubicación, los largos conductos del vapor resultaron problemáticos y los cilindros adicionales sufrieron los efectos del polvo y del calor producidos por la cercana cámara de combustión. 
La locomotora se puso en servicio y se ensayó hasta su retirada en 1943. No fue lo suficientemente exitosa como para que el Ferrocarril de Baltimore y Ohio mantuviera su interés en el proyecto. 

## PRR clase S1

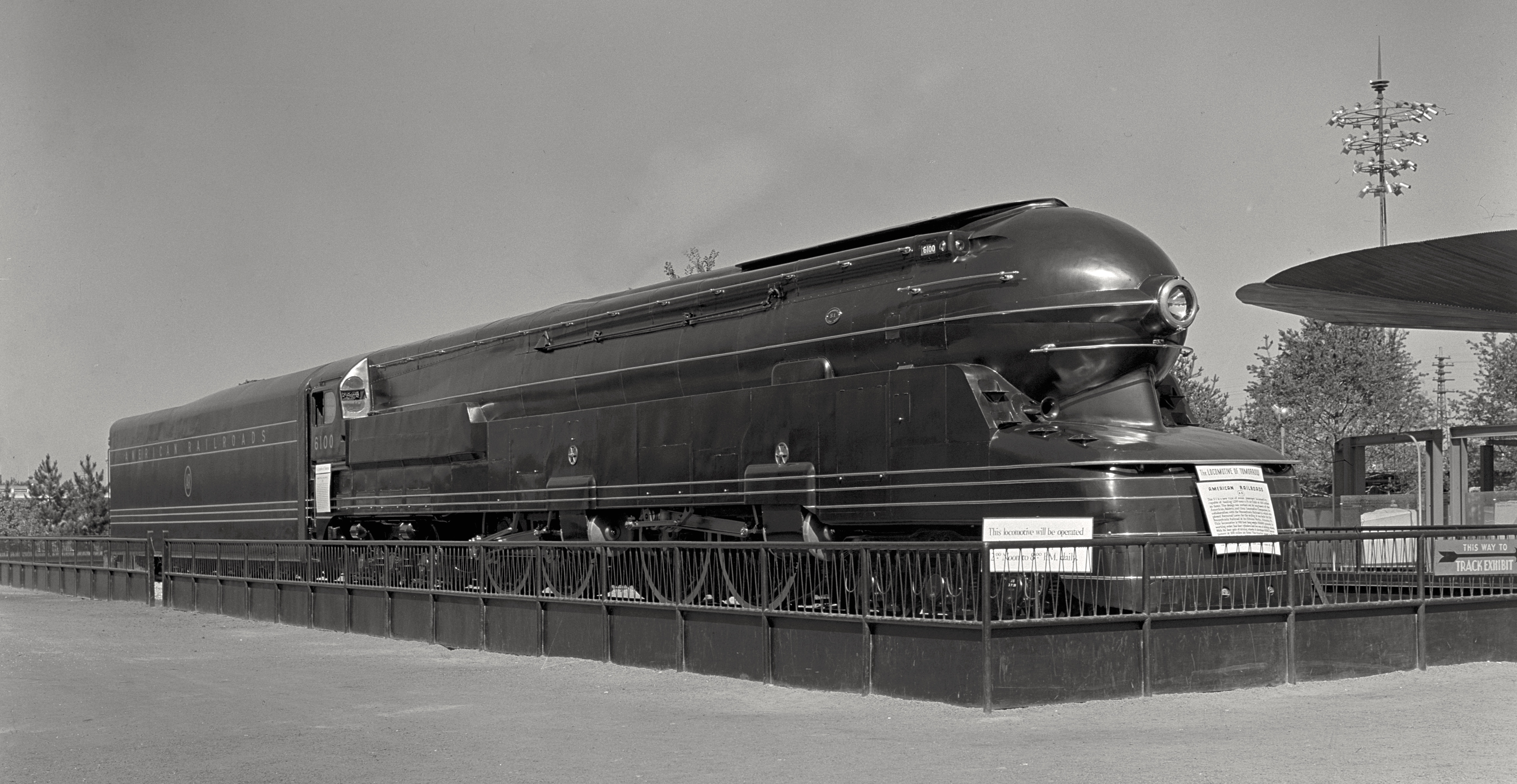
La S1 en la Feria Mundial de Nueva York de 1939

El siguiente uso del tipo dúplex fue la S1 del Ferrocarril de Pensilvania, diseñada para ser capaz de arrastrar 1090 toneladas a 160 km/h en llano. Se necesitaban más de 4000 caballos de potencia para cumplir este requisito, y para alcanzarlo, Baldwin y el Ferrocarril de Pensilvania crearon posiblemente la locomotora de vapor para pasajeros más grande jamás construida, una locomotora 6-4-4-6  de casi 43 m de largo y con un peso de 480 toneladas, con su ténder incluido. De hecho, era demasiado grande para funcionar sobre la mayoría de la red de la compañía y se puso en servicio solo entre Chicago, Illinois y Crestline, Ohio (446 km). En servicio después de diciembre de 1940, demostró ser potente y capaz, pero propensa al deslizamiento de las ruedas y al arranque repentino, presagiando los problemas con los diseños dúplex posteriores. En general, sus defectos se descartaron simplemente como los problemas iniciales de un primer prototipo. Esta locomotora, que recibió el apodo de "The Big Engine", fue retirada del servicio en 1946.

## PRR clase T1

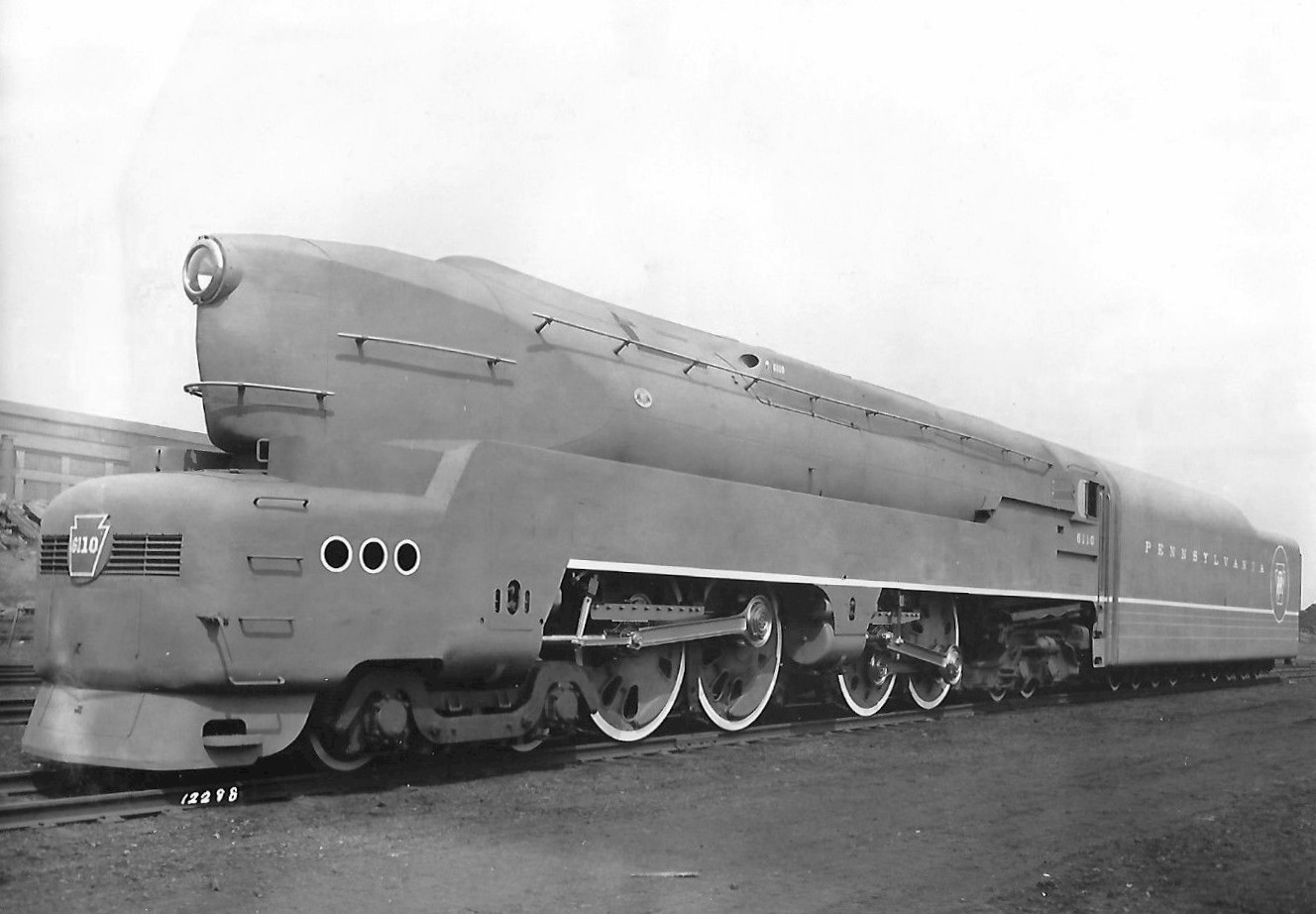
Prototipo T1 PRR 6110 en la fábrica de locomotoras Baldwin en 1942

La S1 no representaba los verdaderos deseos de Baldwin para este tipo de máquinas, pero en el diseño de la T1, de la que se encargaron dos prototipos en julio de 1940, se le dio a Baldwin mucha más libertad. Los requisitos del PRR eran el uso del fogón Belpaire y del engranaje de válvula de asiento de levas oscilantes Franklin. Las dos máquinas, #6110 y #6111, fueron entregadas en abril y mayo de 1942. Las pruebas nuevamente demostraron que eran potentes y capaces, pero que no tenían un funcionamiento fácilmente controlable.

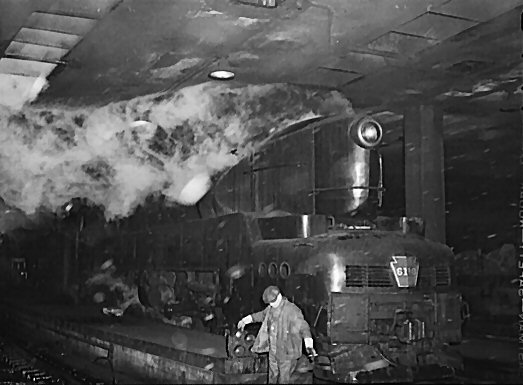
T1 número 6110 en la estación Chicago Union

Tan pronto como se suavizaron las restricciones de tiempos de guerra para la producción de locomotoras de pasajeros en febrero de 1945, el PRR hizo un pedido de 50 unidades. Este fue un grave error, ya que no se habían resuelto los problemas encontrados en los prototipos, ni se habían probado con la intensidad requerida para garantizar la fiabilidad de la producción. Las locomotoras de serie diferían en algunos detalles de sus carenados aerodinámicos y en la suspensión, en un intento de aumentar su adherencia. 
Los problemas de partida se hicieron patentes muy pronto. Las locomotoras eran muy susceptibles al violento deslizamiento de las ruedas, no solo al arrancar, sino también en carrera. Dividir la tracción en dos grupos significaba que cada grupo tenía muchas más probabilidades de resbalar por su cuenta. Se formuló una teoría explicativa, por la que la apertura más rápida y "más aguda" de las válvulas de asiento incrementó el problema. Peor aún, tal deslizamiento violento a alta velocidad podría dañar los componentes del mecanismo de las válvulas. Este era un problema importante en una locomotora con engranajes accionando las válvulas de asiento, porque a diferencia de las válvulas de pistón habituales y de la distribución de válvula de Walschaerts de otras locomotoras, muchos de los componentes eran casi inaccesibles dentro del bastidor. Su complejidad significaba que la accesibilidad y la fiabilidad de estos elementos demostraron ser deficientes, y aunque un maquinista muy experto podía obtener un gran rendimiento de una T1, finalmente el servicio no tuvo éxito. 
Ha sido objeto de polémica desde entonces si se hubieran podido resolver o no estos problemas. Lo que es innegable es que al PRR muy pronto ya no le importó. Unos meses después de la entrega de las locomotoras, se adoptó la solución mucho más sencilla de utilizar locomotoras diésel, que dos años después remolcaban todos los principales trenes de pasajeros. Las T1 pasaron unos años más prestando servicios menores, antes de ser retiradas a principios de la década de 1950.

## PRR Q1
El PRR también deseaba aplicar el principio dúplex al transporte de mercancías, y la Q1 fue el primer experimento en esta dirección. Era una locomotora 4-6-4-4 de mercancías rápida, entregada en mayo de 1942. Al igual que la George H. Emerson del Baltimore y Ohio, tenía el segundo par de cilindros mirando hacia atrás, y todos estaban equipados con un engranaje de válvula Walschaerts estándar. Las ruedas eran de 77 pulgadas (1,956 m) de diámetro (inadecuado para el transporte de mercancías) y se dotó a la máquina de un carenado aerodinámico más propio de una locomotora de pasajeros. Este carenado se eliminó más tarde, ya que dificultaba los trabajos de mantenimiento. Los cilindros orientados hacia atrás también fueron problemáticos, en parte debido a una ubicación inconveniente, al estar directamente debajo del fogón. Además, las grandes ruedas y el área de rejilla de la cámara de combustión más pequeña que la necesaria también pudieron haber contribuido a generar otros problemas. El tamaño limitado de la cámara de combustión también fue un efecto directo de los cilindros orientados hacia atrás. El único ejemplar de la Q1, la PRR 6130, se construyó en los Talleres de Altoona del PRR en 1942, y se retiró del servicio en 1946. 

## PRR Q2
Se siguieron fabricando algunas series de dúplex desde finales de 1944, pero fueron bastante diferentes. La lección de que los cilindros orientados hacia atrás al lado de la cámara de combustión era una mala idea se había tenido en cuenta. Las máquinas Q2 de serie fueron de disposición 4-4-6-4; siendo las locomotoras no articuladas más grandes jamás construidas y las más potentes jamás probadas estáticamente, produciendo 7987 caballos de potencia en la planta de prueba estática del PRR. Las Q2 también fueron las locomotoras de vapor más potente jamás construida con diez ruedas motrices. En funcionamiento, podía superar a las máquinas de mercancías preexistentes, transportando el doble de tonelaje que sus predecesoras. Además, no tuvo problemas para acumular potencia de vapor y se sabía que era una máquina de conducción muy suave. Veintiséis de ellas fueron construidas en los Talleres de Altoona del PRR, y se convirtieron con mucho en el tipo dúplex más exitoso. La propensión de las dúplex al deslizamiento se corrigió mediante un mecanismo automático de control de deslizamiento que controlaba la potencia del motor, pero no siempre respondía correctamente, y su complejidad a menudo condujo a que los equipos de mantenimiento no se ocuparan de este dispositivo durante las revisiones. 
A pesar del éxito general, las Q2 quedaron fuera de servicio en 1951. Con la dieselización, fueron los primeros objetivos obvios que se retiraron, ya que solo eran un poco más capaces que las J1 convencionales de la clase 2-10-4, pero con costos de funcionamiento y cargas de mantenimiento mucho más altos. 

## Una exitosa dúplex francesa
En Francia, el tipo dúplex se hizo famoso por las diez locomotoras compuestas 2-4-6-2 (151A) construidas en 1932 para la compañía Paris-Lyons-Marseilles (PLM) destinadas a transportar trenes de carga pesados en la rampa del 0.8% entre Les Laumes y Dijon. El rendimiento fue tan bueno, que la compañía quería pedir más máquinas, pero la nacionalización de los ferrocarriles en 1938 supuso la cancelación de los pedidos. Estas locomotoras dúplex fueron equipadas con movimiento de válvula de leva rotativa Lenz-Dabeg y poco después con doble escape. Los cilindros de baja presión impulsaban el primer eje acoplado, y los cilindros de alta presión el segundo conjunto de ejes. Ambos grupos de ruedas tractoras se vincularon con bielas internas entre los ejes segundo y tercero, haciendo de esta locomotora una verdadera 2-10-2. Las ruedas motrices tenían un diámetro de 1,50 m y su velocidad máxima permitida era de 85 km/h. En una prueba realizada el 19 de diciembre de 1933, la máquina desarrolló un poco más de 3000 caballos en la barra de tiro a lo largo de una distancia de 60 km y a una velocidad de al menos 74 km/h, sin sobrecargarse. En el servicio ordinario, estas máquinas podían transportar 1250 toneladas a una velocidad sostenida de 50 km/h en la cima de la rampa del 0.8% de Blaisy. Después de la electrificación de la línea, las 151A fueron enviadas a prestar servicio en el noreste de Francia, siendo retiradas del servicio en 1956. 

## Epílogo
Las locomotoras dúplex no han sobrevivido hasta hoy. Posiblemente hubieran tenido éxito si se les hubiera dedicado el tiempo y el esfuerzo suficientes, aunque esta es una afirmación controvertida. Una conclusión común es que los problemas de las locomotoras de vapor convencionales no eran tan insolubles como Baldwin creía, y que la disposición dúplex introdujo tantos problemas como resolvió. 
Un grupo sin fines de lucro conocido como T1 Trust está en proceso de construir una nueva locomotora dúplex, Pennsylvania Railroad T1 numerada 5550, con la intención de utilizar mejoras de diseño de la era del vapor de posguerra que no se usaron o rara vez se probaron en las T1 preexistentes, con la esperanza de obtener mejores características de rendimiento. El año estimado de finalización del proyecto es 2030.